# Андреева, Галина Петровна
Гали́на Петро́вна Андре́ева (5 июля 1933, Москва — 15 мая 2016, там же) — русская поэтесса, переводчица

, редактор.

## Биография
Окончила Московский педагогический институт иностранных языков и факультет журналистики МГУ. Работала стюардессой, переводчицей, редактором.
В середине 1950-х годов входила в неподцензурную поэтическую «группу Черткова», хозяйка «Монмартрской мансарды» — квартиры, где собиралась группа. Впервые опубликовала собственные стихи в 1993 году. Печатались в журналах «Москва», «Новый мир», «Сельская молодёжь», «Юность». Любовная и пейзажная лирика Андреевой носит предельно сдержанный, камерный характер.
Переводила английских, французских, канадских, латиноамериканских, грузинских поэтов.
Умерла в 2016 году. Похоронена на Хованском кладбище.